# Baciletta
Baciletta war ein Volumenmaß auf Korsika. Das Maß war dort nur regional in Anwendung und richtete sich, entgegen den anderen Maßen, nach der genuesischen Mina.
- 1 Baciletta = 7,285 Liter[1]

Berechnungsgrundlage war
- 1 Stajo = 2 Mezzini = 12 Bacini = 5036,6 Pariser Kubikzoll = 99,91 Liter
- 14 Bacini = 1 Mina (Genua) = 16 Baciletta